# Горенка (Киевская область)
Го́ренка (укр. Горенка) — село, входит в Бучанский район Киевской области Украины. С юга к селу примыкает Пуща-Водица, которая входит в Оболонский район Киева.

## История
Население по переписи 2001 года составляло 5358 человек.
В 2008—2012 гг. здесь снимали телевизионный художественный сериал «Сваты», вымышленное село, каковым является Горенка, создатели сериала решили назвать "Кучугуры". В июне 2019 в Горенке сгорел дом, который снимался в 3-6 сезонах "Сватов".
Согласно Закону Украины «Об осуждении коммунистического и национал-социалистического (нацистского) тоталитарных режимов на территории Украины и запрет пропаганды их символики» № 317-VIII, который был принят Верховной Радой Украины 9 апреля 2015 года, топонимы (географические названия и названия улиц и предприятий, населенных пунктов Украины), имеющие коммунистическое происхождение, подлежат изменению названия. Решением 6-й сессии 7 созыва Горенского сельского совета от 03 марта 2016 года «О переименовании названия улиц в селах Горенка и Мощун» переименованы улицы Ленина, Кирова и Совхозная (Радгоспна) соответственно на Ивана Франка, Мира и Приозерная.
В феврале-апреле 2022 года в ходе битвы за Киев село было почти полностью разрушено российскими войсками,По селу также проходила линия фронта. По спутниковым снимкам ООН село было разрушено на 77%

## Известные уроженцы, жители
Кузнец, Яков Мефодьевич  — государственный и общественный деятель Украинской ССР.